# فرانسيس أكوافو بواتينغ
فرانسيس أكوافو بواتينج (من مواليد 7 سبتمبر 1991 في أنوم) هو لاعب كرة قدم من غانا، يلعب مع النصر بنغازي.